# National League South
A National League South, anteriormente Conference South (chamada de The Motorama National League South por motivos de patrocínio), é uma das segundas divisões da National League na Inglaterra, imediatamente abaixo da primeira divisão da National League. Junto com a National League North, está no segundo nível do National League System, e no sexto nível geral do sistema de ligas de futebol inglês .
Foi introduzido em 2004 como parte de uma grande reestruturação do Sistema da Liga Nacional. A equipe campeã a cada ano é automaticamente promovida à Liga Nacional. Um segundo lugar de promoção vai para os vencedores dos play-offs envolvendo as equipes que terminaram do segundo ao sétimo lugar (expandido de quatro para seis equipes na temporada 2017-18). Os três clubes inferiores são rebaixados para as ligas.
A Liga Nacional Sul foi reduzida para 21 clubes em 2020–21 e deveria expandir para 24 equipes em 2021–22. Devido à pandemia do COVID-19 na Inglaterra, a temporada 2020-21 da Liga Nacional Sul foi reduzida e anulada após resoluções escritas serem votadas. Nenhuma clube foi rebaixada. A expansão deve ser implementada antes da temporada 2022-23, quando o último clube é rebaixado e quatro são promovidos. Serão quatro rebaixamentos do Sul a partir de 2023.

## Clubes membros atuais, 2021–22
Os clubes de a temporada 2021-22 são os seguintes:
| Club                       | Finishing position 2019–20         |
| -------------------------- | ---------------------------------- |
| Bath City                  | 4°                                 |
| Billericay Town            | 17°                                |
| Braintree Town             | 21°                                |
| Chelmsford City            | 10°                                |
| Chippenham Town            | 14°                                |
| Concord Rangers            | 16°                                |
| Dartford                   | 6°                                 |
| Dorking Wanderers          | 7°                                 |
| Dulwich Hamlet             | 19°                                |
| Eastbourne Borough         | 18°                                |
| Ebbsfleet United           | 22° no National League (rebaixado) |
| Hampton & Richmond Borough | 8°                                 |
| Havant & Waterlooville     | 2°                                 |
| Hemel Hempstead Town       | 11°                                |
| Hungerford Town            | 22°                                |
| Maidstone United           | 9°                                 |
| Oxford City                | 13°                                |
| Slough Town                | 5º                                 |
| St Albans City             | 20º                                |
| Tonbridge Angels           | 15º                                |
| Welling United             | 12º                                |

1. ↑  «The National League is to be rebranded from next season». Chester Live. 29 de janeiro de 2019
2. ↑  «National League South 2017-18 Season Preview». Vanarama National League. Consultado em 11 de setembro de 2017
3. ↑  «National League South to have 21 Clubs». North Kent Non League. 13 de agosto de 2020. Consultado em 24 de setembro de 2020
4. ↑  Edkins, Matt (17 de abril de 2019). «EXCLUSIVE: FA outline second phase of Non-League restructuring». The Non-League Football Paper (entrevista)
5. ↑  «Update on non-League, women's & grassroots football seasons». The Football Association. 26 de março de 2020. Consultado em 27 de março de 2020
6. ↑  Osborn, Oliver (18 de fevereiro de 2021). «National League Statement | Outcome Of Written Resolutions». Vanarama National League. Consultado em 12 de abril de 2021
7. ↑  Osborn, Oliver (1 de julho de 2021). «National League Statement | OAGM Round-Up». Vanarama National League. Consultado em 10 de julho de 2021